# Jineologia
Jineologia (kurd. Jineolojî) – forma feminizmu zainicjowana przez Abdullaha Öcalana, lidera Partii Pracujących Kurdystanu (PKK) i ruchu Unii Wspólnot w Kurdystanie (KCK), będąca zarówno krytyką patriarchatu, jak i propozycją nowego podejścia do kwestii równouprawnienia płci. W odpowiedzi na systemy społeczne Bliskiego Wschodu oparte na zasadach honoru, religii i tradycji plemiennych, które często ograniczają prawa kobiet, Öcalan stwierdził, że „kraj nie może być wolny, dopóki kobiety nie będą wolne” oraz że poziom wolności kobiet jest miarą ogólnej wolności w społeczeństwie.
Jineologia stanowi kluczowy element demokratycznego konfederalizmu – filozofii społeczno-politycznej, która leży u podstaw zarządzania Autonomiczną Administracją Północnej i Wschodniej Syrii (znaną również jako Rożawa).

## Charakterystyka
Słowo jineologia stanowi połączenie dwóch wyrazów: jin, co w języku kurdyjskim oznacza „kobieta”, a także logos, co z greckiego oznacza „nauka” lub „rozumowanie.
W dokumencie Ideologia Wyzwolenia Kobiet PKK opisano jineologię jako „fundamentalny termin naukowy, który ma na celu wypełnienie luk pozostawionych przez tradycyjne nauki społeczne. Jineologia opiera się na zasadzie, że bez wolności kobiet w społeczeństwie oraz bez rzeczywistej świadomości otaczającej kobiety, żadne społeczeństwo nie może być uznane za wolne”. 
Abdullah Öcalan podkreślił, że „kraj nie może być wolny, dopóki kobiety nie będą wolne”, i nawiązał do myśli Charles’a Fouriera, według której poziom wolności kobiet determinuje poziom wolności całego społeczeństwa. Idee te należy jednocześnie osadzić w kontekście regionu, z którego się wywodzą – obszaru, w którym kobiety doświadczają systemowej opresji, a Państwo Islamskie (ISIS) stanowi najbardziej skrajną emanację podporządkowania kobiet, bazującą na zasadach namus (honoru męskiego).
Jineologia, jako zestaw zasad obejmujących odrzucenie systemu państwa narodowego, promowanie zarządzania opartego na demokratycznym konfederalizmie oraz rozwijanie samowystarczalności poprzez świadomość ekologiczną i kolektywną organizację, została przyjęta przez kobiety kurdyjskie. Te zasady nie tylko stanowią sposób na walkę z patriarchatem, ale również kontrastują z zachodnim feminizmem, często kojarzonym z kapitalizmem i etatyzmem. Jednocześnie kobiety kurdyjskie, przyjmując zasady jineologiczne, starają się podważyć patriarchat oraz wskazać jego współzależności z innymi formami dominacji i hegemonii. 

## Jineologia w praktyce

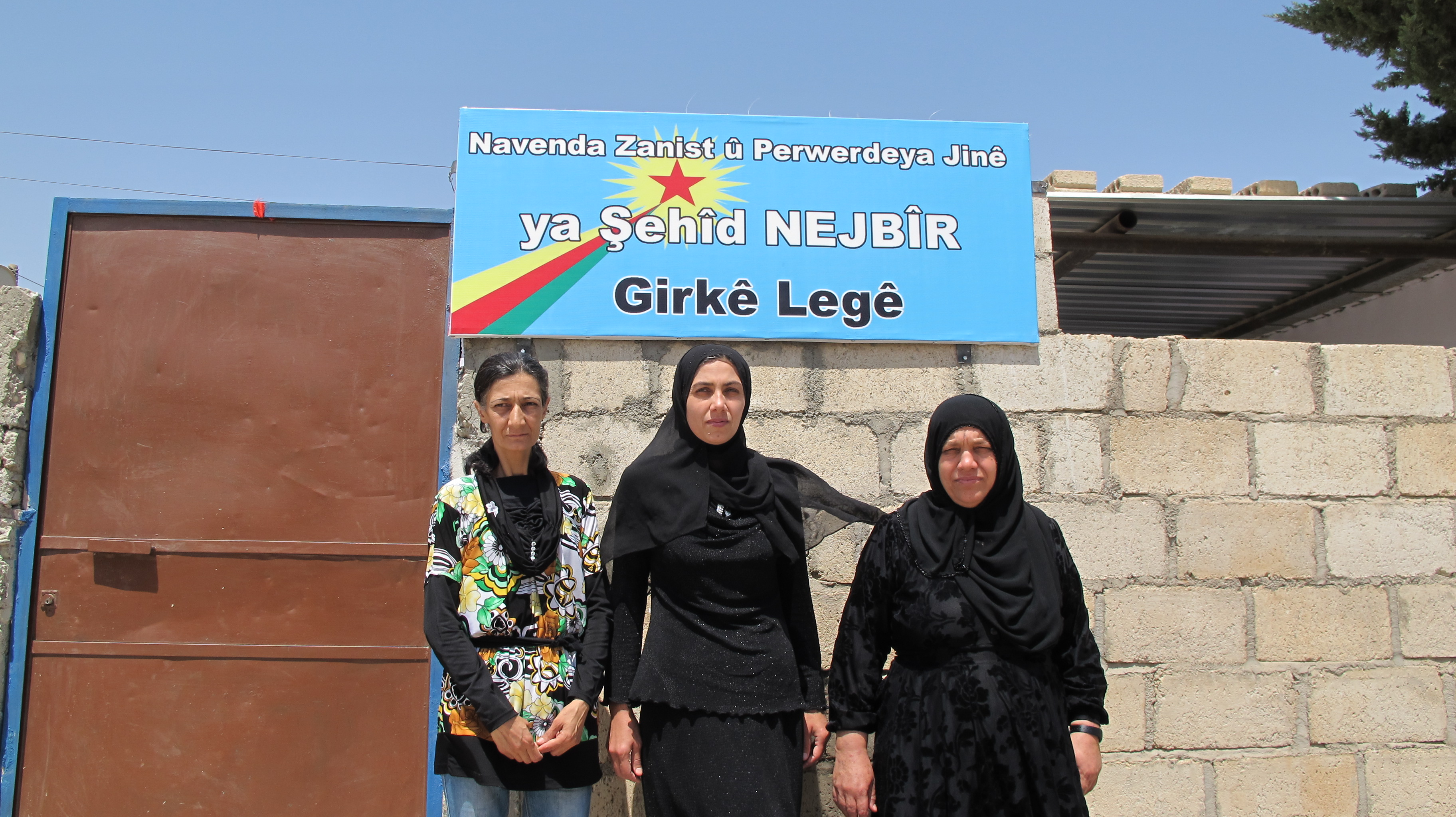
Centrum dla kobiet Kongreya Star w Girkê Legê, które świadczy pomoc ofiarom przemocy domowej, napaści na tle seksualnym i innych form krzywdy.

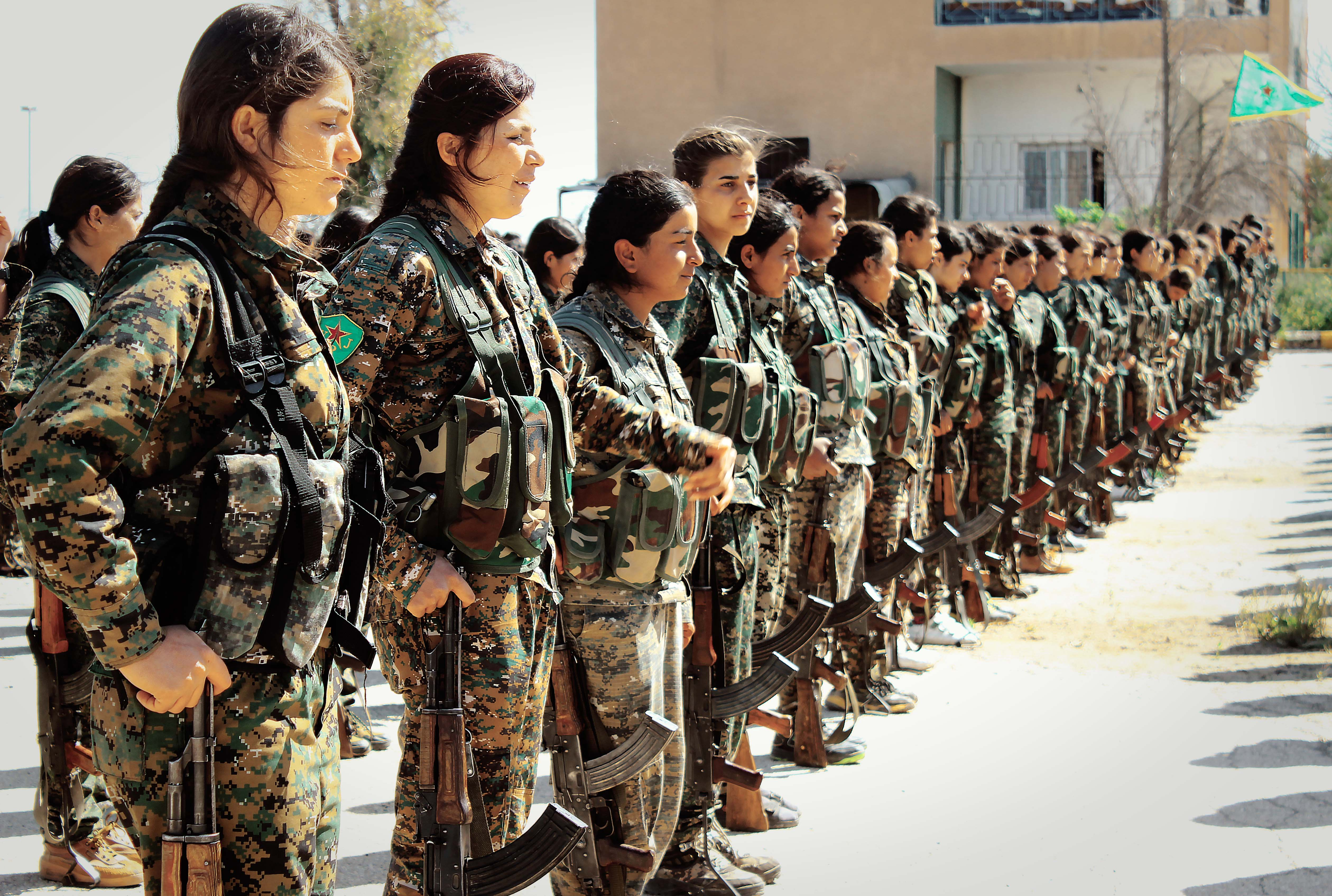
Bojowniczki Kobiecych Jednostek Ochrony (YPJ)

Jineologia jest podstawową zasadą demokratycznego konfederalizmu KCK i odgrywa centralną rolę w rewolucji społecznej Kurdów w Rożawie – de facto autonomicznym regionie w północnej Syrii, zarządzanym przez powiązaną z KCK PYD. W rezultacie kobiety stanowią aż 40% kurdyjskich sił zbrojnych zaangażowanych w konflikt w Rożawie podczas wojny domowej w Syrii. Kobiety walczą na równi z mężczyznami w Powszechnych Jednostkach Ochrony (YPG) oraz we własnych, niezależnych Kobiecych Jednostkach Ochrony (YPJ). 
Dla uczestniczek odbudowy północnej Syrii jineologia stanowi alternatywę dla zachodniego feminizmu. Jest postrzegana jako bardziej holistyczna i nastawiona na odrzucenie wszelkich form hegemonii, w tym patriarchatu i pozytywizmu, aby umożliwić budowanie trwałego pokoju. Jineologia obejmuje całość społeczeństwa, a nie tylko kwestie dotyczące praw kobiet. Podczas rewolucji w Rożawie zarówno mężczyźni, jak i kobiety byli zobowiązani do studiowania jineologii oraz ekologii. Nauki te zostały zintegrowane z modelem zarządzania regionem, a nie traktowane jako odrębne zagadnienia.
Program oparty na zasadach jineologii, który dąży do „przełamania religijnych i plemiennych norm opartych na honorze, ograniczających kobiety”, budzi kontrowersje, szczególnie w konserwatywnych częściach północnej Syrii. Rozwój jineologii jest jednym z pięciu filarów kurdyjskiego ruchu kobiecego w Rożawie, koordynowanego przez organizację parasolową Kongreya Star. Organizacja ta skupia się na „wzajemnej ochronie, oporze wobec ISIS oraz budowaniu egalitarnej społeczności w samym sercu strefy wojny”.
W obliczu tureckiej inwazji na tereny północnej Syrii, YPG i YPJ brały udział w sporadycznych walkach przeciwko państwowym atakom, jednocześnie broniąc także domeny intelektualnej. Uczestnicy rewolucji w Rożawie podkreślają swoje prawo do ochrony przed „atakami epistemicznymi”, podejmując suwerenne decyzje i generując wiedzę na swój temat. W tym celu powołano Komitety Kobiet i Młodzieży, które posiadają prawo weta wobec decyzji ich dotyczących. Działają również akademie dla kobiet oraz ośrodki nauczania jineologii. Jineologia jest jednym z wielu kursów oferowanych w akademiach dla kobiet Kongreya Star.